# In vitro

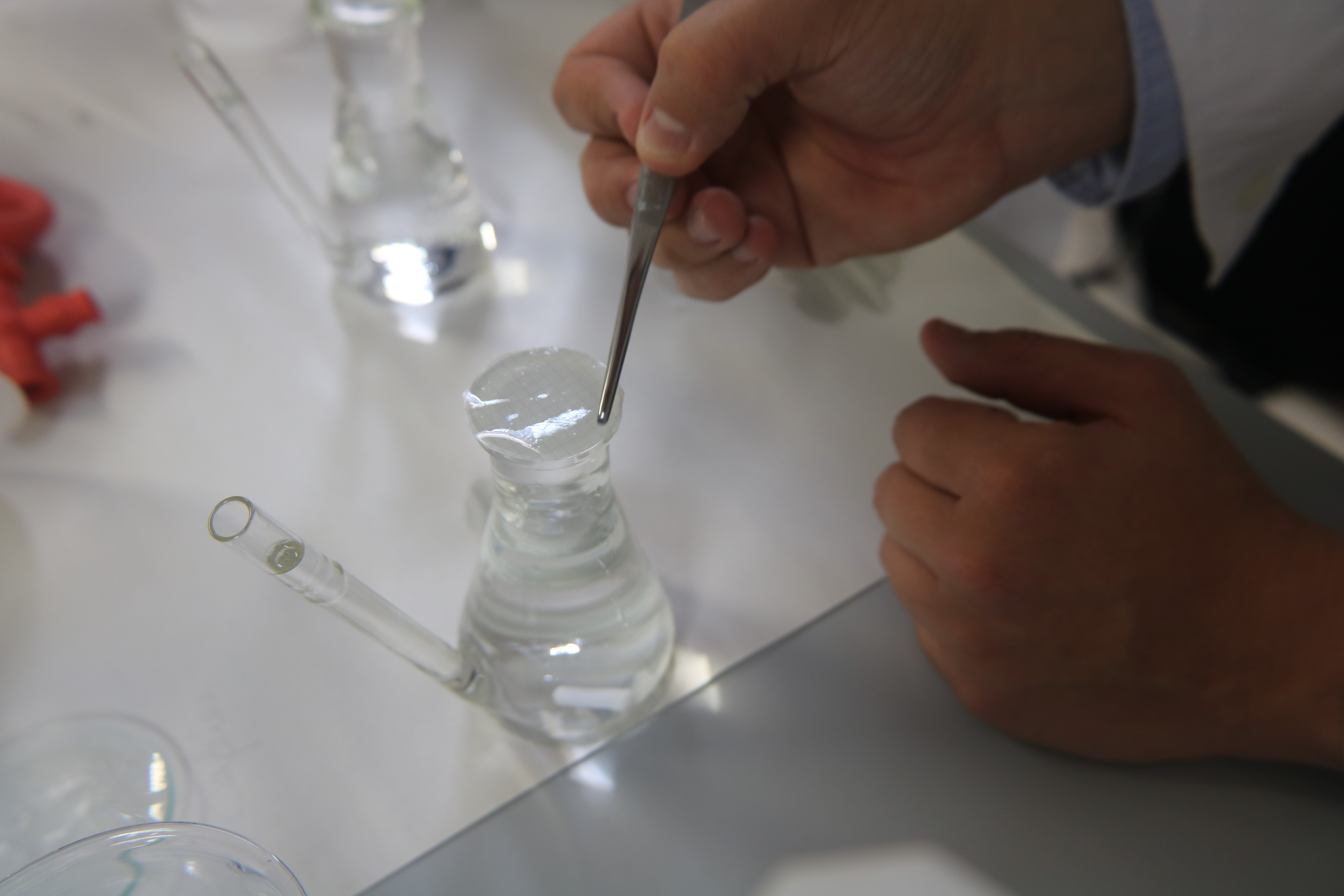
in vitro試験の様子

in vitro（イン・ビトロ、イン・ヴィトロ）とは、生物学の実験などにおいて、試験管内などの人工的に構成された条件下、すなわち、各種の実験条件が人為的にコントロールされた環境であることを意味する。語源は「ガラスの中で（試験管内で）」を意味するラテン語である。また、対立する概念はin vivoである。
理想的には、培地や溶液の内容物の種類および量について全て明らかであり、未知の条件がほとんどないと言えるケースである。
in vitroとin vivoの区別は研究分野によって多少異なる。個体あるいはその組織・臓器を対象としている生理学などでは、個体を扱えばin vivo、それから取り出した組織等を扱えばin vitroとなる。一方、細胞以下のミクロな対象を扱う細胞生物学や分子生物学では、培養した細胞を扱えばin vivo、細胞から取り出した細胞内器官や物質（DNAや蛋白質など）を扱えばin vitroと言うことが多い。つまりどのレベルを「生きている」と見るかの違いである。臨床医学においては、エビデンスのレベルは最下位に位置する。